# Antonín Strobach
Antonín Strobach (3. července 1814 Praha – 22. listopadu 1856 Praha), uváděný i jako Štrobach, byl český právník a politik, během revolučního roku 1848 poslanec Říšského sněmu a krátce i pražský purkmistr.

## Biografie
Narodil se v rodině mlynáře na pražském Starém Městě Jana Strobacha (1785–1861) a jeho manželky Kateřiny (1789–1852). Měl bratra Ludvíka (1820–1866) a sestry Kateřinu (1809–??), Marii (1824–??) a Kateřinu (1828–??).
Navštěvoval farní školu u křižovníků a hlavní školu na Malé Straně. V roce 1826 nastoupil na staroměstské gymnázium, kde jej Josef Jungmann vedl k vlastenectví. Byl vynikajícím studentem; brzy se naučil italsky, francouzsky a anglicky do té míry, že mohl číst básně v originále. V roce 1834 byl přijat na práva na pražské univerzitě. Studoval i staročeské právo a jeho názvosloví. Z té doby také pocházejí jeho první příspěvky do časopisů – literární práce do Květů a Včely, odborné právnické a národohospodářské články do Časopisu Českého muzea. O prázdninách cestoval, a to hlavně pěšky. S minimálními náklady se mu podařilo poznat velkou část Čech, Moravy, ale i alpské země.
Po získání titulu doktora práv nastoupil k zemskému soudu v Praze. V této funkci byl široce uznávaný, a to ve vlasteneckých kruzích i mimo ně.
Roku 1848, během revoluce, Strobacha zvolili 9. dubna pražským purkmistrem. Už 10. května se ale této funkce navzdory přesvědčování vzdal, protože nedokázal ovládnout lidové bouře spojené s násilným osvobozováním vězňů. Podílel se ale dál na činnosti Svatováclavského a Národního výboru.
Ve volbách v červenci 1848 byl zvolen na rakouský ústavodárný Říšský sněm. Zastupoval volební obvod Praha-město I (Staré Město) v Čechách. Uvádí se jako doktor práv. Tento sbor jej zvolil předsedou, čímž podle nekrologu v časopise Světozor nesmírně stoupla prestiž českých poslanců, které vedl. Když v říjnu propuklo vídeňské povstání a česká delegace se ocitla v ohrožení, vrátil se s dalšími do Prahy. Účastnil se pak i zasedání sněmu v nové lokalitě, v Kroměříži až do jeho rozpuštění 7. března 1849. Tím skončila jeho politická kariéra.
V Praze se vrátil k soudcovskému povolání, a to jako rada apelačního, tedy vrchního zemského soudu. Roku 1853 byl ale s několika dalšími z této funkce sesazen kvůli neshodám s vídeňskou vládou ohledně nějakého rozsudku o urážce veličenstva. Událost typická pro Bachův absolutismus vyvolala ve společnosti velkou nevoli. Finančně to Strobacha ale příliš nepostihlo, protože si ihned založil úspěšnou advokátní kancelář. 22. listopadu 1856 ale náhle zemřel při jednání s jiným advokátem, zřejmě na skrytou srdeční vadu. Je pohřben na pražském Malostranském hřbitově.

## Dílo
Společně s Josefem Františkem Fričem a Karlem Jaromírem Erbenem přeložil do češtiny Soudní a konkursní řád a Občanský zákoník.
Strobach byl současníky považován za jednoho z nejvýznamnějších představitelů českého národa v revolučním roce 1848. Byl vzorem politického charakteru a spravedlivého soudce. Čím byl v novinářství Karel Havlíček Borovský, tím byl v právu a parlamentní politice Strobach. Oba nakonec zemřeli ve stejném roce a když o několik let později Bachův absolutismus padl a vrátila se demokracie, všichni litovali, že se toho tito dva nedožili.